# Hybomitra potanini
Hybomitra potanini är en tvåvingeart som beskrevs av Olsufjev 1967. Hybomitra potanini ingår i släktet Hybomitra och familjen bromsar. Inga underarter finns listade i Catalogue of Life.